# دورة حالة
الدورة الحالة هي واحدة من دورتي الفيروس التكاثرية، تسمى الأخرى الدورة المستذيبة. و لا ينبغي اعتبار هذه الدورات مستقلة، بل نوعا ما تبادلية. الدورة الحالة عادة ما تعتبر أهم وسيلة لتكاثر الفيروس، تؤدي إلى تدمير الخلايا المصابة.
تسمى فيروسات الدورة الحالة بالفيروسات الفوعة، و تتكون الدورة الحالة من أربع مراحل.
والمراحل الاربعة هي :
1_ يلتصق الفيروس بالجدار الخلوي للبكتيريا ثم يحقن مادته الوراثية .
2_ تحلل DNA البكتيريا وبناء مكوناته .
3_ تجميع المكونات لتكوين فيروسات جديدة داخل البكتيريا .
4_ يفرز الفيروس انزيم يحلل الجدار الخلوي للبكتيريا فتخرج لمهاجمة خلايا جديدة .